# Le Prophète Élisée (Vasari)
Le Prophète Élisée est un tableau de Giorgio Vasari, une peinture à l'huile sur panneau réalisée vers 1566, conservée au musée des Offices.

## Historique
Cette réalisation de Vasari au sujet sacré est un exemple typique de peinture pour culte privé, un genre populaire avec Vasari. 

## Iconographie
Suivant l'écriture biblique (2 Rois 4,38-44), Le prophète Élisée, un disciple d'Élie,  dans un des épisodes  miraculeux de sa vie, de passage à Guilgal, aurait  sauvé le peuple de Dieu de la famine en rendant comestibles des plantes sauvages, en multipliant les pains, préfigurant ainsi un des miracles du Christ qui le suivra.

## Description
Élisée est représenté à gauche en bas de la composition, transformant et multipliant la nourriture dans des récipients que lui tendent deux personnages, l'un agenouillé à droite, l'autre debout en arrière-plan ; une assemblée d'homme également vêtus de toges colorées entourent la scène, commentant le miracle.
Ils sont tous assemblés au pied d'un escalier de pierre permettant d'accéder vers le haut à une terrasse ombragée avec une table de pierre autour de laquelle sont assis plusieurs autres personnages âgés, barbus et chevelus, pour un repas. Un serviteur apparaît à gauche par une ouverture, tenant un plat.
Le fond laisse apparaître un paysage montagneux, aux sommets bleutés.

## Analyse
La coloration vive des chairs, des tissus des éléments architecturaux et paysagiers de la scène confirment le style du maniérisme tardif des représentations de Vasari qu'on retrouve ensuite dans ses compositions profanes plus récentes.